# Syrisk-katolsk patriark av Antiokia
Den syrisk-katolske patriarken av Antiokia leder Syrisk-katolska kyrkan, en katolsk östkyrka.

## Historia
Det gamla Antiokia-patriarkatet härrörde från kristendomens äldsta tid, och grundandet av lokalkyrkan i Antiokia nämns i Apostlagärningarna i Nya Testamentet. Från och med år 518 splittrades Antiokia-patriarkatet i två kyrkor, Antiokias kyrka och Syrisk-ortodoxa kyrkan. Det finns sedan dess flera kyrkoledare som gör anspråk på titeln.
Några medlemmar av Syrisk-ortodoxa kyrkan, inklusive några ämbetsinnehavare, trädde i kyrkogemenskap med den Romersk-katolska kyrkan år 1662 och år 1782. Ledaren för dessa grupper gjorde anspråk på att vara den giltige syrisk-ortodoxe patriarken av Antiokia, och ledaren för trossamfundet har behållit denna titel.

## Nuvarande innehavare
Den nuvarande syrisk-katolske patriarken av Antiokia är Ignace Joseph III Younan, med säte i Beirut.